# Draveil
Draveil je južno predmestje Pariza in občina v osrednjem francoskem departmaju Essonne regije Île-de-France. Leta 1999 je naselje imelo 28.384 prebivalcev.

## Geografija
Naselje leži v osrednji Franciji ob reki Seni 9 km severno od Évryja in 19 km od središča Pariza.

## Administracija
Draveil je sedež istoimenskega kantona, del okrožja Évry.

## Zanimivosti
- dvorec Château de Villiers s parkom;

## Pobratena mesta
- Esmoritz (Portugalska),
- Hove-Brighton (Združeno kraljestvo),
- Oberkirch (Nemčija),
- Paltinoasa (Romunija),
- Sandare (Mali).